# Agrotextile
Un agrotextile est un textile technique utilisé en agriculture, horticulture et sylviculture, pour différents usages : paillis artificiel, protection contre les oiseaux, les insectes, les mauvaises herbes, ombrage, serres-tunnels, protection des balles de paille, etc.